# Suriya
Za boga, pogledajte Surya.
Suriya (Saravanan Sivakumar; 23. srpnja 1975.) jest indijski glumac i filmski producent, smatran jednim od najboljih indijskih glumaca. Suriya uglavnom radi na tamilskom te je dobro plaćen glumac, koji je osvojio brojne nagrade za svoje uloge.
Poznat i kao Nadippin Nayagan, Suriya je rođen u Madrasu, Tamil Nadu. Sin umjetnika Sivakumara, Suriya je brat glumca Karthija, a oženio se glumicom Jyothikom, s kojom je igrao u sedam filmova. Suriya i njegova žena vjenčali su se 2006. godine. Iste je godine Suriya osnovao filantropsku udrugu.
Za filmografiju glumca Suriye, pogledajte Suriyina filmografija.